# Dominante
 (juin 2019).
Si vous disposez d'ouvrages ou d'articles de référence ou si vous connaissez des sites web de qualité traitant du thème abordé ici, merci de compléter l'article en donnant les références utiles à sa vérifiabilité et en les liant à la section « Notes et références ».
Dans la musique tonale, la dominante désigne le cinquième degré d'une gamme.
Quel que soit le mode — gamme majeure ou gamme mineure — ce degré est toujours situé une quinte juste au-dessus du degré principal, la tonique, soit une quarte juste en dessous, conformément à la règle des renversements.
Par exemple, la note sol est la dominante des gammes de do majeur et do mineur.

## Fonction harmonique et tonale
En harmonie classique, la dominante est l'un des trois « degrés principaux » — ou « meilleurs degrés » — de la tonalité, les deux autres étant : la tonique et la sous-dominante. Ce degré remplit la « fonction tonale de dominante », qui consiste à produire l'accord de dominante de la tonalité. Il est donc, après la tonique, le degré le plus important d'une tonalité : tonique et dominante sont d'ailleurs considérées comme deux pôles dont la force d'opposition/attraction constitue la « pierre angulaire de l'harmonie tonale ».
L'accord construit sur ce Ve degré — dit « accord de dominante » — joue un rôle capital au sein du système tonal, notamment dans les cadences et les modulations. 
Par exemple, l'accord de dominante précède habituellement l'accord de tonique à la fin d’un morceau.

## Accord préparatoire
Un accord préparatoire est un accord permettant d'amener de manière optimale, l'accord de dominante, dans une cadence, ou dans un enchaînement quelconque. 
L'expression accord préparatoire ne signifie pas nécessairement que l'une des notes réelles de cet accord est la dissonance de l'accord suivant — préparation stricte —, mais simplement, que cet accord a pour fonction d'introduire l'accord de dominante — du reste, la septième et la neuvième de dominante n'ont pas besoin de préparation.
Les divers degrés d'une tonalité ne jouent pas de manière équivalente le rôle d'accord préparatoire.

### Meilleurs accords préparatoires
Les accords suivants doivent être considérés comme meilleurs accords préparatoires.
- Le deuxième renversement de l'accord de tonique, dit quarte et sixte de cadence (exemple G).

- Tout autre accord de septième ou neuvième de dominante (exemple I) — un enchaînement exceptionnel est toujours un excellent enchaînement.

- Les accords remplissant la fonction de sous-dominante, c'est-à-dire le IVe degré — sous-dominante principale (exemples A et B) — et le IIe degré — sous-dominante secondaire, très souvent à l'état de premier renversement (exemples C et D).

Dans le mode majeur, ces deux accords préparatoires sont souvent affectés d'une altération descendante : la tierce du IVe, ou la quinte du IIe — cf. l'article Sixième degré descendant dans une tonalité majeure.
Dans les deux modes, l'accord préparatoire du IIe degré à l'état de sixte, peut être transformé en sixte napolitaine.

### Bons accords préparatoires
Ce sont essentiellement les accords qui remplissent la fonction de tonique.
- Soit tonique principale, c'est-à-dire le Ier degré, fondamental, ou à l'état de premier renversement (exemples E et F) ;

Nous venons de voir que ce degré, lorsqu'il est employé sous forme de quarte et sixte de cadence devient alors un meilleur accord préparatoire (exemple G).
- Soit tonique secondaire, c'est-à-dire le VIe degré (exemple H).

### Accords préparatoires médiocres
Seul le IIIe degré peut être qualifié d'accord préparatoire médiocre, parce qu'il fait entendre la sensible avant l'accord de Ve degré. Un tel enchaînement doit donc être évité.
Exemples : 